# Nunn (cráter)

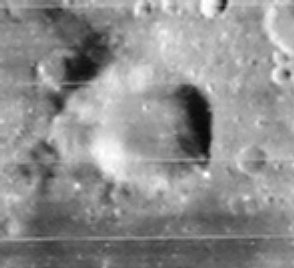
Fotografía de la misión Lunar Orbiter 4

Nunn es un cráter de impacto que se encuentra justo más allá del terminador oriental de la Luna, en el borde norte del Mare Smythii. Al este se halla el cráter Babcock, mucho más grande, y al noroeste se sitúa Jansky.
|  |

Se trata de un cráter circular en forma de cuenco, con un cierto desgaste por impactos en el borde noroeste y en menor grado en el borde sureste. El resto del perímetro del cráter está relativamente libre de erosión y su perfil está bien definido. El suelo interior de color más oscuro abarca aproximadamente la mitad del diámetro del cráter, y aparece nivelado y casi sin rasgos significativos.